# Teatro Oriental (Portland)
El Teatro Oriental era una sala de cine ubicada en 828 SE Grand Street en el distrito comercial de East Portland de Portland (Estados Unidos). Construido en 1927, el Oriental era un palacio de cine de 2038 asientos diseñado por Lee Arden Thomas y Albert Mercier. El exterior del edificio era de estilo renacentista italiano. El interior tenía una "apariencia casi surrealista" creada por el diseñador de interiores Adrien Alex Voisin. Fue construido por George Warren Weatherly. Demolido en 1970, el teatro estaba junto al Weatherly Building, que permanece en pie.

## Arquitectura y construcción

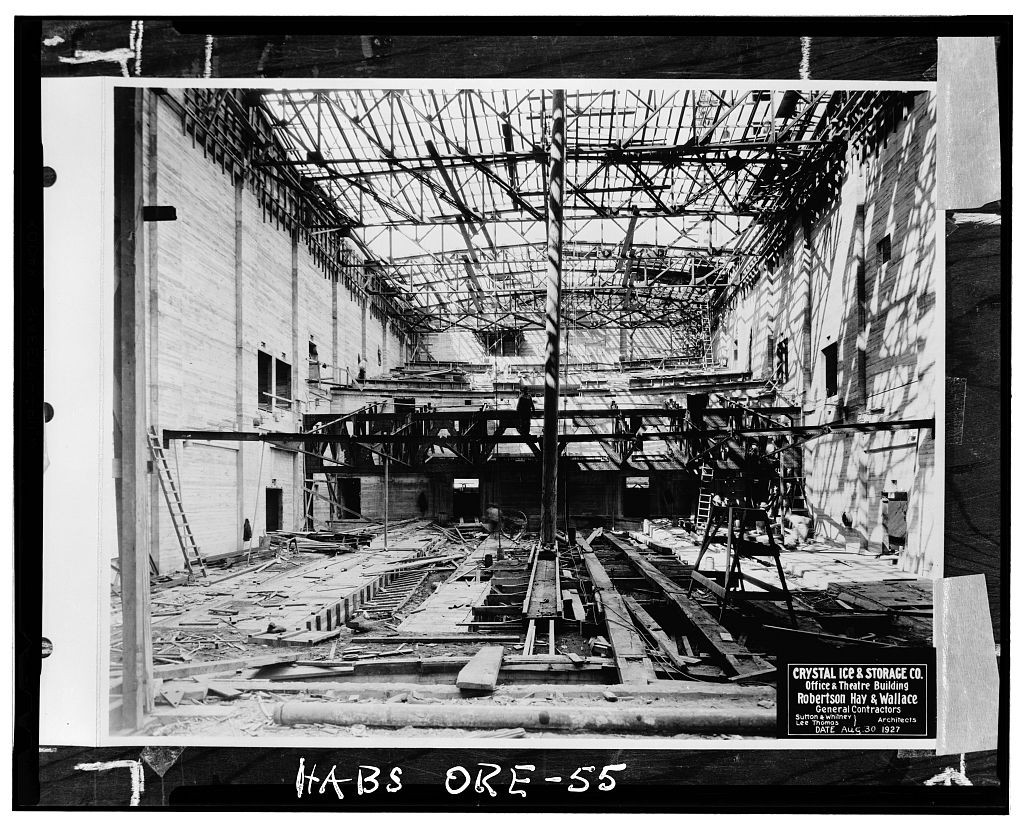
El teatro en construcción, agosto de 1927

Walter Eugene Tebbetts figura como "el promotor que persuadió a Weatherly para que construyera un teatro", y fue el primer arrendatario y gerente del teatro. Tebbetts dirigió anteriormente la Ópera Italiana en Chicago antes de llegar a Portland alrededor de 1909, después de lo cual dirigió el Empire Theatre y una serie de salas de cine, incluido el Hollywood Theatre. Presumiblemente, Tebbetts visitó las Indias Orientales mientras viajaba al extranjero a fines de la década de 1920 y quería un teatro diseñado para parecerse a un templo de las Indias Orientales.
Thomas y Mercier fueron elegidos por su "asociación con el este de Portland" y su experiencia previa en diseño teatral con el Teatro Bagdad en Portland, el Teatro McDonald en Eugene y el Teatro Egipcio en Coos Bay. Se mudaron al Weatherly Building una vez terminado. El costo de construcción "se informó de diversas formas entre 300 000 y 500 000 dólares". El contratista general del edificio fue Robertson, Hay y Wallace. Mientras estaba en construcción, el proyecto se denominó "Crystal Ice & Storage Co. Office & Theatre Building".
La inauguración comenzó el 21 de marzo de 1927 y se completó en diciembre. El teatro se inauguró el 31 de diciembre de 1927 y originalmente se conocía como Teatro Oriental de Tebbetts. 
El edificio fue diseñado y construido al mismo tiempo que el vecino Weatherly Building. El diseño exterior coincidía con el edificio Weatherly y el calor se suministraba desde él.

## Diseño y nombre

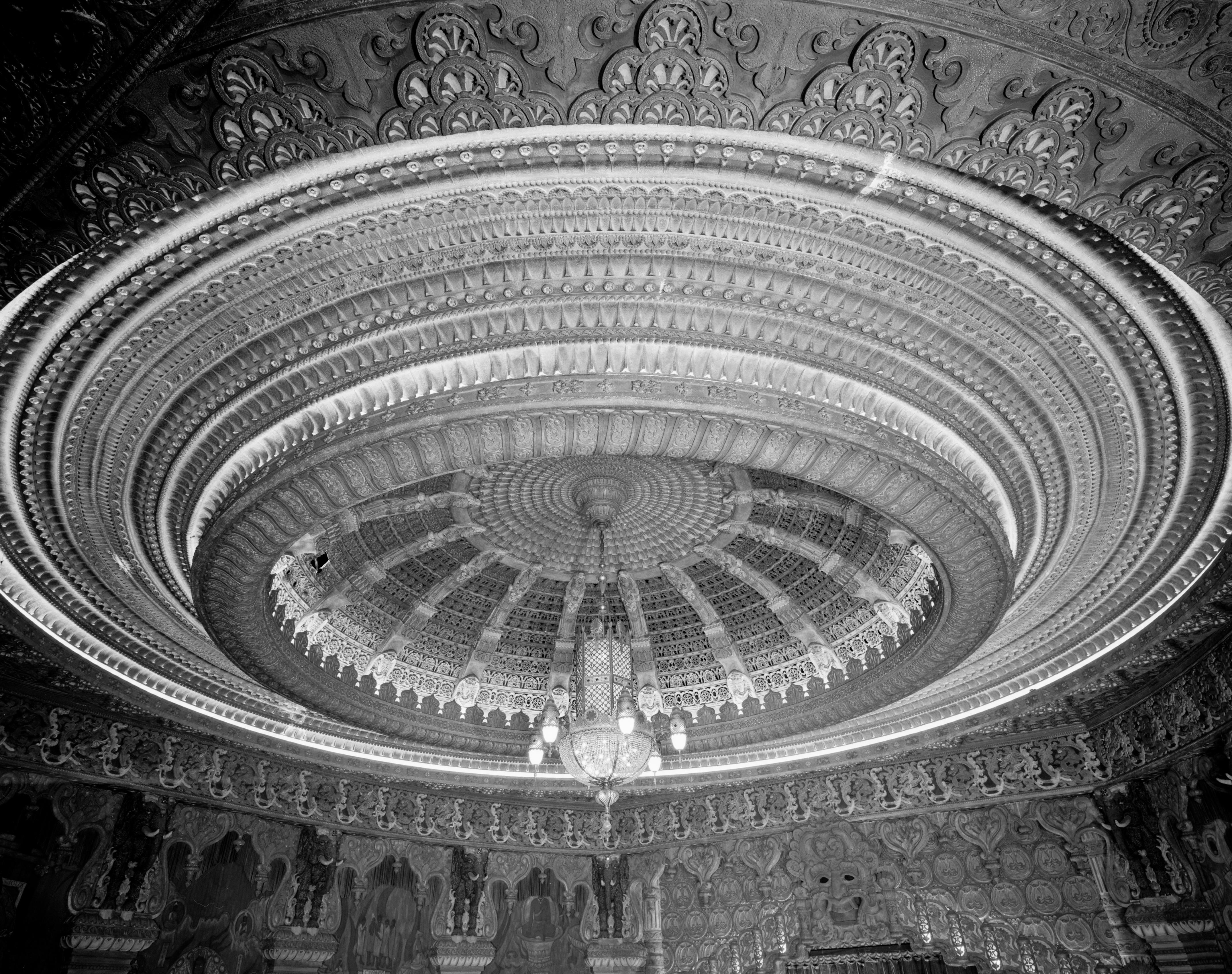
Cúpula y candelabro, con 5400 bombillas combinadas

El oriental utilizó influencias asiáticas de India, Indochina y China e incluyó "columnas a cada lado de la pantalla", que se dice que se basan en el Templo de Angkor Wat en Camboya. Había un enorme rostro estilizado sobre el arco del proscenio, "que tenía una boca muy abierta que mostraba colmillos y ojos iluminados por bombillas rojas que brillaban demoníacamente antes de que comenzara un espectáculo" y "en las paredes laterales y sobre el arco había elefantes de yeso de tamaño natural, así como simios, peces y criaturas mitológicas, aparentemente listos para saltar de la pared".
El vestíbulo y el entrepiso estaban decorados con deidades hindúes y "la escalera principal que conducía al balcón estaba flanqueada por un par de enormes dragones", mientras que el auditorio estaba coronado por una gran cúpula, iluminada indirectamente por 2400 bombillas, así como por un "candelabro estilo Lejano Oriente del tamaño de un árbol" que pesa 907 kg que incluye 3000 bombillas en siete colores, con un costo de $ 7000. El telón de amianto era azul con flecos y borlas dorados e incluía una escena de procesión real pintada a mano, con "altísimas montañas cubiertas de nieve en el fondo [y] una aparición azul brumosa del Buda sentado". La Encuesta de edificios históricos estadounidenses señaló el "uso extensivo notablemente temprano de la iluminación de neón" en el letrero y la marquesina de chapa.
La música fue proporcionada por un órgano Wurlitzer 235 Special de 50 000 dólares, 3 manuales y 13 rangos en una plataforma ascendente, un foso de orquesta completo en otra plataforma ascendente. El Wurlitzer fue criticado por "nunca ser claramente audible desde muchos de los casi 5000 asientos debajo del balcón" y por ser difícil de escuchar para el organista. Se utilizaron pianos de cola de concierto Knabe en la orquesta y en el escenario, así como un piano de cola Knabe-Ampico en la sala de fumadores. El espacioso escenario era "lo suficientemente grande como para acomodar los espectáculos teatrales más grandes del día". También había "lujosos salones, salas de fumadores y hasta una guardería en su sótano". La guardería se llamaba "Kiddie Circus". Cambió a un formato de solo películas en la década de 1940 "y perdió su imponente marquesina vertical en favor de una marquesina más modesta poco después", pero siguió siendo un lugar de exhibición de la ciudad durante años y se usó a mediados de la década de 1960 para conciertos en su "poderoso Wurlitzer".

## Operación de teatro

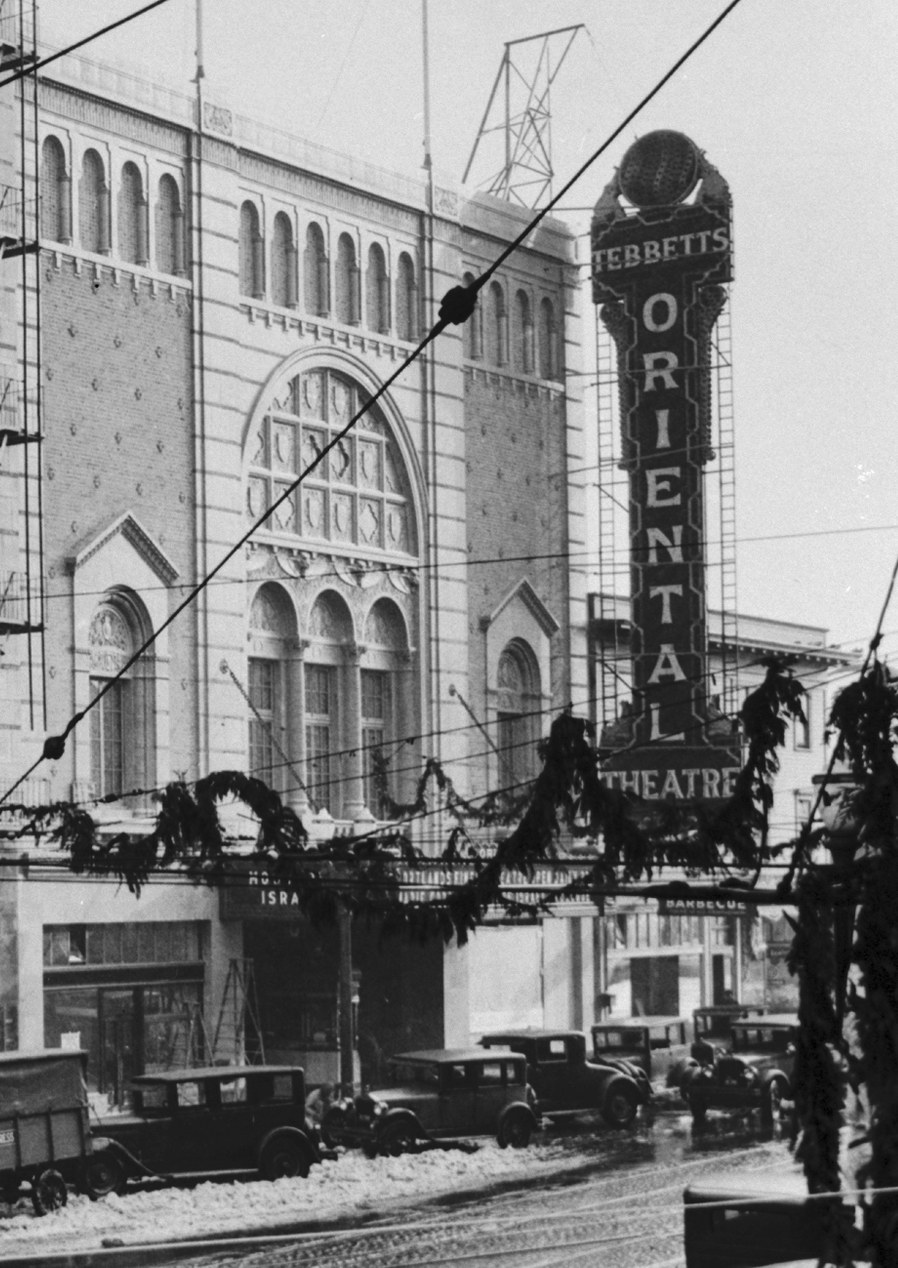
La fachada en 1927

El teatro se inauguró el 31 de diciembre de 1927, por la tarde. La gran inauguración incluyó "Un prólogo atmosférico" y las películas mudas La chica de todas partes y Die Sklavenkönigin. El alcalde de Portland, George Luis Baker, inauguróó el teatro y proclamó que había "visto salas más caras, pero nunca una más hermosa". Los espectáculos costaban 25 centavos por matiné, 35 centavos por noche.
El teatro se actualizó a un sistema de sonido para películas sonoras en 1930, quizás antes, ya que ganó un premio de bronce por acústica y sistemas de sonido de Exhibitors Herald-World de Will H. Hays ese año. The Oriental anunció "DONDE EL SONIDO ES MEJOR" en su marquesina de neón después de ganar el premio.
A fines de la década de 1950 y principios de la de 1960, una compañía de teatro local presentó una temporada de verano de operetas de Gilbert & Sullivan en el Oriental.
Aparte de los operadores independientes, el teatro fue arrendado a Evergreen Theatres en 1935, Rainier Theatre Corporation/Fox-West Coast Theatre Company en 1940. Si bien "tenía un historial de resultar una carga para los operadores independientes", el teatro fue arrendado a la ciudad de Portland por 2 años y medio en 1965. Durante este contrato de arrendamiento, Isaac Stern apareció con la Orquesta Sinfónica de Portland el 28 de febrero de 1966. Volvió a proyectar películas después de que expiró el contrato de arrendamiento.

## Últimos años

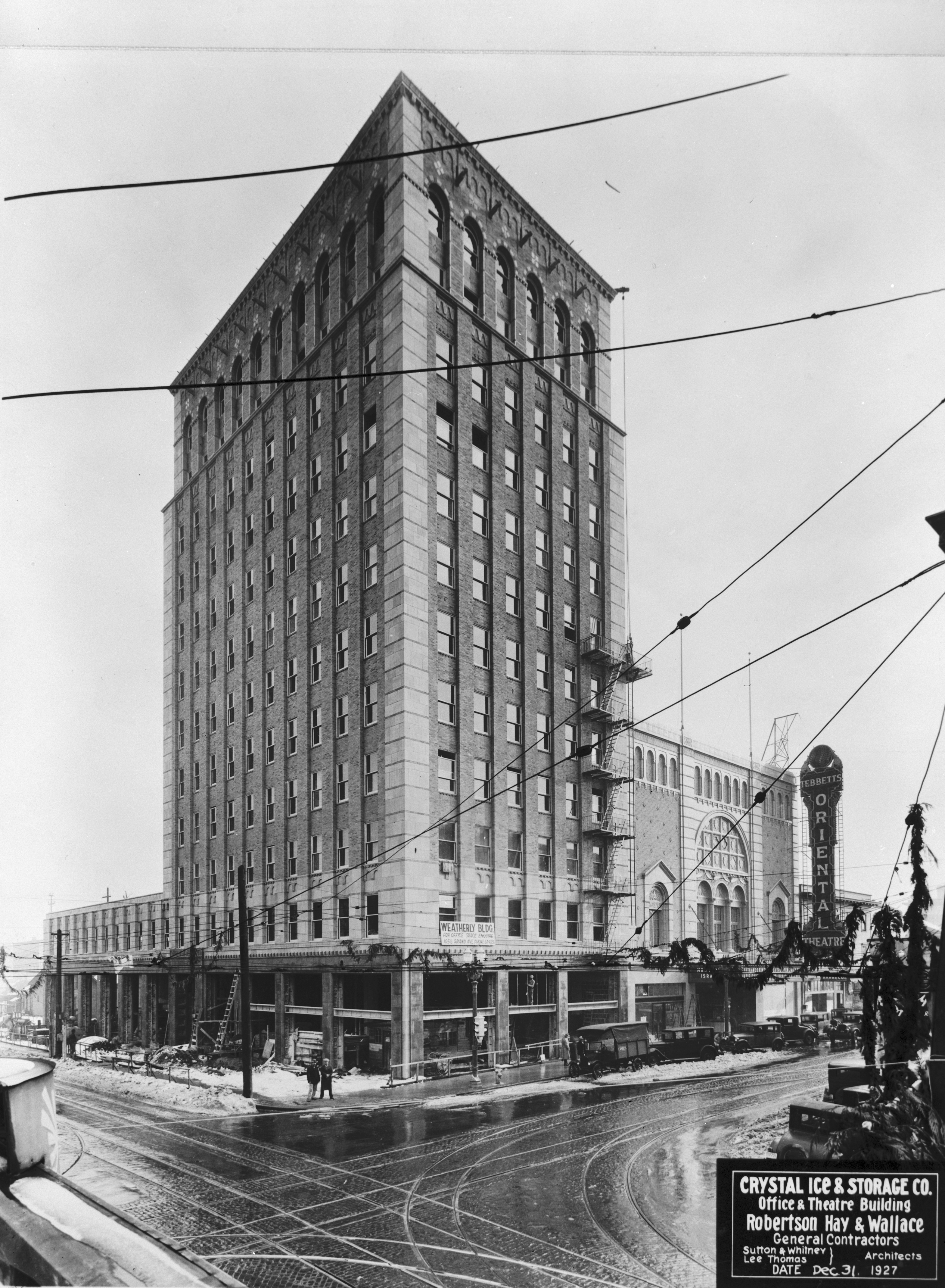
El Weatherly Building y el Teatro Oriental el 31 de diciembre de 1927, el día de la inauguración del teatro.

El cabildeo para salvar el teatro comenzó al menos en 1959, y después de que Clayton Weatherly muriera en mayo de 1969, los herederos decidieron vender, a pesar de que se hizo una oferta de "alquiler premium".
Todo lo que había dentro del teatro se subastó, y el Wurlitzer fue al restaurante Organ Grinder, que envió la consola del órgano del Teatro Oriental a Uncle Milt's Pizza en el bulevar Grand en la ciudad estadunidense de Vancouver. Uncle Milt's Pizza cerró en 1999, el edificio con fachada de órgano se vendió a Rite Aid, que abandonó los planes para construir una farmacia allí. La ubicación en Vancouver es ahora un Lord's Gym, un "centro de alcance deportivo" cristiano. Algunas de las yeserías se destinaron al Teatro Robin Hood en Sherwood que estaba siendo reconstruido y posteriormente pasó a llamarse Teatro Oriental de Sherwood.
El Teatro Oriental fue demolido en febrero o abril de 1970 y en su lugar se abrió un estacionamiento para el Weatherly Building. Se lamentó que un "increíble teatro antiguo fuera trágicamente demolido para dar paso a otro estacionamiento, una pérdida irreparable para la ciudad de Portland". A partir de 2021, el espacio que antes ocupaba el Oriental sigue siendo un estacionamiento.